# Psyduck
Psyduck (コダック, Kodakku) és una de les espècies de Pokémon que apareixen a la franquícia Pokémon, una sèrie de videojocs, anime, mangues, llibres, cartes col·leccionables i altres mitjans que fou inventada per Satoshi Tajiri i ha generat milers de milions de dòlars en beneficis per a Nintendo i Game Freak. Creat per Ken Sugimori, aparegué per primera vegada en els videojocs Pokémon Red i Pokémon Green. Des d'aleshores ha sortit en altres jocs de la mateixa saga i diversos tipus de mercaderia, obres derivades i adaptacions de la franquícia, tant en animació com en format imprès. Un Psyduck forma part del repartiment de la pel·lícula animada d'acció real Pokémon: Detectiu Pikachu. L'han interpretat Rikako Aikawa en japonès i Michael Haigney en anglès.
És un ànec groc afligit per un mal de cap constant. Normalment resta amb la mirada perduda mentre prova de calmar-se. Les aparicions de Psyduck en la sèrie d'anime es convertiren en un gag recurrent: Misty, un dels personatges secundaris més importants, sovint el treia sense voler en comptes del Pokémon que realment volia fer servir. Psyduck ha tingut una acollida generalment positiva des del principi, sobretot pel seu paper en la sèrie de televisió Pokémon Concierge.

## Disseny i característiques
Psyduck és una de les criatures fictícies creades per a la franquícia Pokémon, desenvolupada per Game Freak i publicada per Nintendo. Els orígens de la franquícia es remunten al 1996, any de llançament dels videojocs Pokémon Red i Pokémon Green, per a la Game Boy, al Japó. El 1998 sortiren a la venda a Nord-amèrica com a Pokémon Red i Pokémon Blue. En aquests jocs i les seves seqüeles, el jugador assumeix el rol d'un entrenador que atrapa Pokémon i els fa servir per combatre Pokémon salvatges i altres entrenadors. Hi ha molts Pokémon que evolucionen a espècies més poderoses quan assoleixen un determinat nivell d'experiència, si es bescanvien per un altre Pokémon o mitjançant l'ús de certs objectes.